# 9974 Brody

9974 Brody

9974 Brody eller 1993 OG13 är en asteroid i huvudbältet som upptäcktes den 19 juli 1993 av den belgiske astronomen Eric W. Elst vid La Silla-observatoriet. Den är uppkallad efter den amerikanske skådespelaren Adrien Brody.
Asteroiden har en diameter på ungefär 4 kilometer och den tillhör asteroidgruppen Nysa.